# Kaștanivka, Novomîkolaiivka
Kaștanivka (în ucraineană Каштанівка) este un sat în comuna Novoivankivka din raionul Novomîkolaiivka, regiunea Zaporijjea, Ucraina.

## Demografie
Componența lingvistică a localității Kaștanivka
     Ucraineană (86,96%)
     Rusă (11,59%)
     Belarusă (1,45%)
Conform recensământului din 2001, majoritatea populației localității Kaștanivka era vorbitoare de ucraineană (86,96%), existând în minoritate și vorbitori de rusă (11,59%) și belarusă (1,45%).